# Campeonato Argentino de Futebol de 1911
O Campeonato Argentino de Futebol de 1911, originalmente denominado Copa Campeonato 1911, foi organizado pela Argentine Association Football League. O certame foi disputado entre 30 de abril e 26 de novembro. O Alumni conquistou o seu décimo título de campeão argentino.

## Classificação final
| Pos | Equipes           | Pts | J  | V  | E | D  | GM | GS | SG  |
| --- | ----------------- | --- | -- | -- | - | -- | -- | -- | --- |
| 1.  | Alumni            | 23  | 16 | 11 | 1 | 4  | 48 | 15 | +33 |
| 1.  | Porteño           | 23  | 16 | 10 | 3 | 3  | 26 | 12 | +14 |
| 3.  | San Isidro        | 18  | 16 | 7  | 4 | 5  | 29 | 24 | +5  |
| 4.  | Racing Club       | 17  | 16 | 6  | 5 | 5  | 26 | 24 | +2  |
| 5.  | River Plate       | 16  | 16 | 6  | 4 | 6  | 22 | 31 | -9  |
| 6.  | Gimnasia (BA)     | 14  | 16 | 5  | 4 | 7  | 28 | 31 | -3  |
| 7.  | Belgrano Athletic | 13  | 16 | 4  | 5 | 7  | 23 | 28 | -5  |
| 8.  | Estudiantes (BA)  | 12  | 16 | 2  | 8 | 6  | 20 | 36 | -16 |
| 9.  | Quilmes           | 8   | 16 | 2  | 4 | 10 | 23 | 43 | -20 |

## Partida de desempate
| Desempate do primeiro lugar | Desempate do primeiro lugar | Desempate do primeiro lugar | Desempate do primeiro lugar | Desempate do primeiro lugar | Desempate do primeiro lugar |
| Equipe 1                    | Resultado                   | Equipe 1                    | Estádio                     | Data                        |                             |
| --------------------------- | --------------------------- | --------------------------- | --------------------------- | --------------------------- | --------------------------- |
| Alumni                      | 2 - 1                       | Porteño                     | Gimnasia y Esgrima (BA)     | 26 de novembro              |                             |

## Premiação
| Campeonato Argentino de Futebol de 1911 |
| --------------------------------------- |
| Alumni Campeão (10° título)             |

## Bibliografía
- Estévez, Diego (2010). 38 Campeones del fútbol argentino 1891-2010. [S.l.]: Ediciones Continente. ISBN 978-950-754-301-2